# Víctor Cancino
Víctor Antonio Cancino Araneda (Los Lagos, 27 de junio de 1972) es un exfutbolista chileno Jugaba de mediocampista y su último club profesional fue Deportes Puerto Montt de la Primera B de Chile.
En el mes de octubre de 2012 junto a Gino Valentini forman dupla técnica para salvar al primer equipo de Deportes Puerto Montt del descenso no lográndolo finalmente. En julio de 2013 es desafectado del Cuerpo Técnico de las divisiones menores de Deportes Puerto Montt.
Como director técnico el 2017 dirigió en Deportes Rengo posteriormente renunciando.

## Trayectoria Amateur
Actualmente se encuentra inscrito en el club Cóndor de la liga de la ciudad de los Lagos en serie seniors. Además integró la Selección de Achao durante el Regional de Selecciones 2013 que se desarrolló en dicha ciudad, siendo campeón y anotando un gol.

## Trayectoria profesional

### Clubes como jugador
| Club                  | País  | Año       |
| --------------------- | ----- | --------- |
| Real Valdivia         | Chile | 1993      |
| Deportes Puerto Montt | Chile | 1994-1998 |
| Deportes Concepción   | Chile | 1999-2001 |
| Santiago Wanderers    | Chile | 2002-2003 |
| Universidad de Chile  | Chile | 2004      |
| Santiago Wanderers    | Chile | 2005      |
| Universidad de Chile  | Chile | 2005      |
| Coquimbo Unido        | Chile | 2006-2007 |
| Santiago Wanderers    | Chile | 2007      |
| Deportes Puerto Montt | Chile | 2008-2011 |

### Clubes como entrenador
| Club           | País  | Año  |
| -------------- | ----- | ---- |
| Deportes Rengo | Chile | 2017 |

## Selección nacional
Cancino fue parte de la Selección Chilena durante las Eliminatorias Sudamericanas 2002.

#### Participaciones en Eliminatorias
| Eliminatorias                    | Equipo            | Resultado     |
| -------------------------------- | ----------------- | ------------- |
| Eliminatorias Sudamericanas 2002 | Selección Chilena | 10º Eliminado |

### Partidos internacionales
| 1     | 7 de octubre de 2001   | Estadio Major Antônio Couto Pereira, Curitiba, Brasil          | Brasil   | 1-0 | Chile |  |  | Jorge Garcés | Clasificatorias Corea-Japón 2002 |
| 2     | 7 de noviembre de 2001 | Estadio Metropolitano Roberto Meléndez, Barranquilla, Colombia | Colombia | 3-1 | Chile |  |  | Jorge Garcés | Clasificatorias Corea-Japón 2002 |
| Total | Presencias             | 2                                                              | Goles    | 0   |       |  |  |              |                                  |

| Selección chilena | Selección chilena | Selección chilena |
| Año               | Partidos          | Goles             |
| ----------------- | ----------------- | ----------------- |
| 2000              | 2                 | 0                 |
| Total             | 2                 | 0                 |

## Palmarés

### Campeonatos nacionales
| Título           | Club                 | País  | Año    |
| ---------------- | -------------------- | ----- | ------ |
| Primera División | Universidad de Chile | Chile | 2004-A |